# Новачене (Софійська область)
Нова́чене (болг. Новачене) — село в Софійській області Болгарії. Входить до складу общини Ботевград.

## Населення
За даними перепису населення 2011 року у селі проживали 1276 осіб.
Національний склад населення села:
| Національність   | Кількість осіб | Відсоток |
| ---------------- | -------------- | -------- |
| болгари          | 839            | 66,4%    |
| цигани           | 417            | 33,0%    |
| турки            | 0              | 0%       |
| інша             | 3              | 0,2%     |
| не визначились   | 4              | 0,3%     |
| Всього відповіли | 1263           |          |

Розподіл населення за віком у 2011 році:
Динаміка населення: